# 46925 Bradyharan
46925 Bradyharan este o planetă minoră (asteroid), cu un diametru de 16,091 km, din centura de asteroizi. A fost descoperită pe 25 septembrie 1998 la Catalina Station⁠(d) de Catalina Sky Survey și a fost numită după Brady Haran. 
Obiectul prezintă o orbită caracterizată de o semiaxă mare de 2,6100219308635 UAi, o excentricitate de 0,049459295130389, o înclinație de 27,634437980535 ° în raport cu ecliptica.